# Üllői úti stadion
Üllői úti stadion – nieistniejący już wielofunkcyjny stadion w Budapeszcie, stolicy Węgier. Istniał w latach 1911–1968. Na obiekcie swoje spotkania rozgrywali piłkarze klubu Ferencvárosi TC. W 1974 roku otwarto nowy, typowo piłkarski stadion, który stanął w miejscu dawnego Üllői úti stadion.

## Historia
Teren pod budowę nowego stadionu klub Ferencvárosi TC uzyskał w 1909 roku. Budowę nowego obiektu rozpoczęto w 1910 roku, a jego uroczyste otwarcie nastąpiło 12 lutego 1911 roku meczem gospodarzy z klubem MTK (2:1). We wrześniu 1911 roku otwarto także budynek klubowy. Przed otwarciem nowego obiektu piłkarze klubu FTC występowali na Soroksári úti pálya. Pojemność nowo otwartego stadionu wynosiła 18–20 tys. widzów. Już w 1913 roku pojemność ta została powiększona do 25 000 widzów. W 1924 roku pojemność została zwiększona do 37 000 widzów po oddaniu do użytku trybuny piętrowej po stronie północnej. W 1927 roku obiekt (jako pierwszy stadion w kraju) wyposażono w megafon. W tym samym roku doszło też do pożaru części trybun. 4 maja 1947 roku doszło do tragicznego incydentu, podczas meczu Węgry – Austria (zakończonego wynikiem 5:2) doszło do zawalenia się fragmentów trybun, w wyniku czego wiele osób zostało rannych, nie było jednak ofiar śmiertelnych. W 1963 roku w związku z planowaną przebudową obiektu, piłkarze Ferencvárosi TC na 11 lat przenieśli się na Népstadion. W 1968 roku rozpoczęła się rozbiórka stadionu (piętrową trybunę po stronie północnej rozebrano już w 1962 roku), po czym w jego miejscu rozpoczęła się budowa nowego obiektu. Otwarcie nowej, typowo piłkarskiej areny miało miejsce 19 maja 1974 roku.
Stadion przez lata służył jako arena domowa piłkarzy klubu Ferencvárosi TC. Ponadto wielokrotnie grała na nim piłkarska reprezentacja Węgier, rozegrano na nim także m.in. niektóre spotkania finałowe rozgrywek o Puchar Węgier.